# Planet Simpson
Planet Simpson: How a Cartoon Masterpiece Documented an Era and Defined a Generation (Planeta Simpson: Cómo una obra maestra de las caricaturas documentó una era y definió una generación) es un libro no ficticio sobre la serie animada Los Simpson escrito por Chris Turner y publicado originalmente el 24 de octubre de 2004 por Random House. El libro examina el humor satírico de la serie, su impacto en la cultura popular, y analiza varios episodios del programa. 

## Capítulos
El libro comienza con un prólogo, escrito por Douglas Coupland. La introducción, en la versión original, se titula The Birth of the Simpsonian Institution (El nacimiento de la Institución Simpsoniana), y le siguen once capítulos y la conclusión. Los capítulos son los siguientes:
- Capítulo 1: Vida y época de Los Simpson
  - Una breve historia del programa, su creación, sus guionistas y un estudio de sus variados estilos humorísticos. También detalla los descendientes del programa y sus "antepasados".
- Capítulo 2: La odisea de Homer
  - Se focaliza en Homer Simpson, con una mención especial de Frank Grimes.
- Capítulo 3: Bart Simpson, ícono Punk
  - Se focaliza en Bart Simpson, mencionando también a Sideshow Bob, Krusty, y el director Skinner.
- Capítulo 4: Ciudadano Burns
  - Se centra en el Sr. Burns, mencionando también a Jack Larson, al Reverendo Lovejoy, Lindsey Naegle, al alcalde Quimby, Waylon Smithers, al  adolescente de voz chillona, al jefe Wiggum, y a un personaje recurrente conocido en la versión original como "Wiseguy".
- Capítulo 5: Lisa Corazón de León
  - Se focaliza en Lisa Simpson.
- Capítulo 6: Marge lo sabe mejor
  - Se centra en Marge Simpson, con menciones especiales a Ned Flanders y al Abuelo Simpson.
- Capítulo 7: Los Simpson en el ciberespacio
  - Se focaliza en la Internet, en su influencia sobre el programa y la influencia de la serie sobre la misma Internet, mencionando también a Jeff Albertson.
- Capítulo 8: El feo Springfieldianita
  - Se centra en Los Simpson en los Estados Unidos y en el extranjero, mencionando también a Apu y al  jardinero Willie.
- Capítulo 9: Los Simpson van a Hollywood
  - Se focaliza en los programas filmados en Hollywood, en las celebridades y en las varias estrellas invitadas de la serie, mencionando también a Kent Brockman, Krusty, Troy McClure, y a Rainier Wolfcastle.
- Capítulo 10: Los Simpson a través del vidrio transparente
  - Se focaliza en la influencia de la serie en la cultura popular.
- Capítulo 11: Planeta Simpson
  - La conclusión.

## Mejores episodios
En el final del primer capítulo se incluye una lista de los que, a juicio del autor, son los mejores cinco episodios de la serie:
- Marge vs. the Monorail
- Rosebud
- Deep Space Homer
- El Viaje Misterioso de Nuestro Jomer (The Mysterious Voyage of Homer)
- #1 - Last Exit to Springfield, con un análisis largo y detallado del episodio.